# Łęg (Włocławek)
Łęg – część miasta Włocławka, położona w jego ekstremalnie wschodniej części, w pobliżu Wisły.

## Historia
Łęg to dawniej samodzielna wieś należąca od 1867 do gminy Łęg (której była siedzibą) w powiecie włocławskim  w guberni warszawskiej. Za II RP należał do gminy Łęg w powiecie włocławskim w województwie warszawskim. 20 października 1933 otrzymał status gromady (sołectwa) w gminie Łęg. Od 1 kwietnia 1938 w województwie pomorskim.
Po wojnie zachował przynależność administracyjną, stanowiąc jedną z 9 gromad gminy Łęg  w powiecie włocławskim, od 1950 w województwie bydgoskim. W związku z reformą administracyjną kraju jesienią 1954 wszedł w skład nowo utworzonej gromady Modzerowo, a po jej zniesieniu 31 grudnia 1961 – do nowo utworzonej gromady Wistka Królewska w tymże powiecie. 1 stycznia 1972, po zniesieniu gromady Wistka Królewska, wszedł na jeden rok w skład nowej gromady Smólnik.
1 stycznia 1973, wraz z kolejną reformą administracyjną kraju, wszedł w skład gminy Włocławek W latach 1975–1979 miejscowość administracyjnie należała do województwa włocławskiego. 1 grudnia 1979 Łęg włączono do Włocławka.